# Misericordia

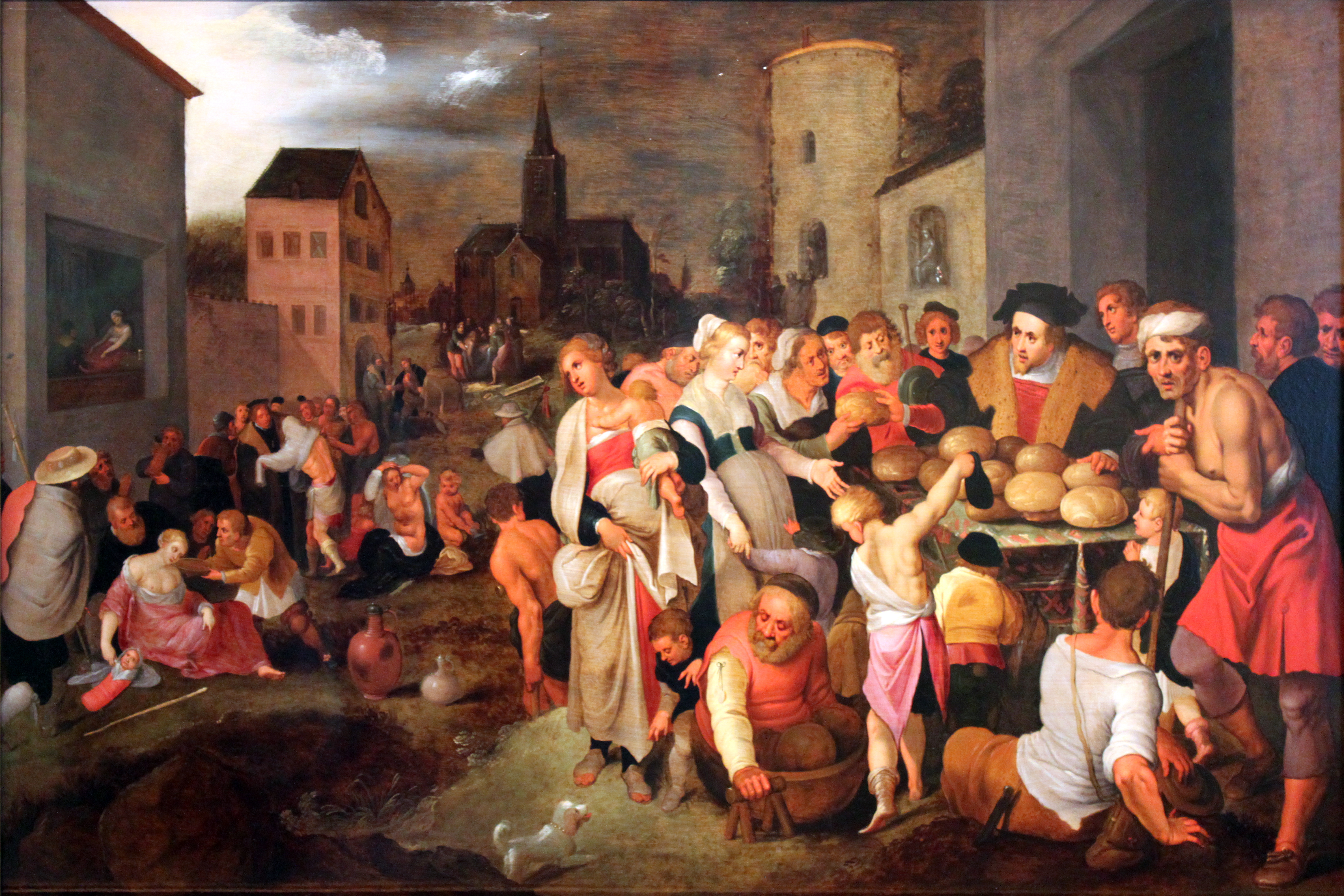
Las siete obras de misericordia, de Frans Francken el Joven, 1605.

La misericordia es la disposición a compadecerse de los sufrimientos y miserias ajenas. Se manifiesta en amabilidad, asistencia al necesitado, especialmente en el perdón y la reconciliación. Es más que un sentimiento de simpatía, es una práctica. En el cristianismo es uno de los principales atributos divinos. La misericordia es también un sentimiento de pena o compasión por los que sufren, que impulsa a ayudarles o aliviarles; en determinadas ocasiones, es la virtud que impulsa a ser benévolo en el juicio o castigo. Su etimología, del latín misere (miseria, necesidad), cor, cordis (corazón) e ia (hacia los demás); significa amar a aquellos que tienen necesidad y obrar en consecuencia.

## La Misericordia y la Lástima
No hay que confundir la misericordia con la lástima.

La lástima es un sentimiento menos vehemente y más pasajero que la compasión. Así es que de la palabra lástima no se deriva un adjetivo aplicable al que la siente, sino al objeto que la provoca, y lo contrario sucede con la palabra compasión, de que se deriva compasivo. Son lastimeros o lastimosos los infortunios, las enfermedades, el hambre y la persecución. Son compasivas las personas en quienes estos males producen lástima.

La lástima se aplica con más propiedad a la sensación que nos causa el mal que se ofrece a nuestros sentidos; y la compasión al efecto que causa en el ánimo la reflexión del mal: porque aquella no explica por sí sola más que la sensación de la pena, o el disgusto que causa el mal ajeno; pero la compasión añade a esta idea la de una cierta inclinación del ánimo hacia la persona desgraciada, cuyo mal se desearía evitar.

No nos mueve a compasión la suerte de un asesino condenado a muerte, pero nos da lástima el verle padecer en el suplicio. Nos da lástima el ver morir a un irracional; nos da compasión el triste estado de una pobre viuda. La compasión supone siempre un sentimiento verdadero. La lástima se emplea algunas veces para representar un sentimiento tan ligero, que apenas merece el nombre de tal; como: Es una lástima que no haga buen tiempo.

## En el cristianismo
La palabra hebrea ra·jamím y el griega é·le·os (verbo, e·le·é·ō) suelen traducirse por “misericordia”. Un examen de estos términos y de su uso ayuda a resaltar todos sus matices y significado. El verbo hebreo ra·jám se define como “sentir o irradiar afecto entrañable; [...] ser compasivo”. Según el lexicógrafo Gesenius, “la idea principal parece radicar tanto en el hecho de tener cariño y tratar con dulzura como en el sentimiento de tierna emoción”. El término está estrechamente relacionado con la palabra para “matriz”; se puede referir también a las “entrañas”, las cuales se ven afectadas cuando se siente de manera afectuosa y tierna la compasión o piedad. (Compárese con Isa 63:15, 16; Jer 31:20).
En las Escrituras ra·jám solo se emplea una vez como sentimiento del hombre hacia Dios, cuando el salmista dijo: “Te tendré cariño [forma de ra·jám], oh Yavé fuerza mía”. (Sl 18:1) En el plano humano, José manifestó esta misma cualidad cuando se le conmovieron “sus emociones internas [forma de ra·jamím]” debido a su hermano Benjamín, y lloró. (Gé 43:29, 30; compárese con 1Re 3:25, 26.) Cuando las personas veían la posibilidad de que las maltrataran sus captores (1Re 8:50; Jer 42:10-12) u oficiales de mayor autoridad (Gé 43:14; Ne 1:11; Da 1:9), deseaban y pedían en oración piedad o misericordia, para que se les tratara con favor, amabilidad y consideración. (Contrástese con Isa 13:17, 18.)
Tradicionalmente, la religión cristiana ha enseñado la necesidad de, imitando la misericordia divina, llevar a cabo esta actitud en forma de obras, tanto espirituales como corporales.

### Buscar la misericordia de Dios
Según la Biblia, los que desean disfrutar de la misericordia de Dios deben buscarle con una buena predisposición de corazón y abandonando sus malos caminos y pensamientos perjudiciales (Isa 55:6, 7); no solo es preciso, sino propio, que le teman y le muestren aprecio por sus preceptos justos (Sl 103:13; 119:77, 156, 157; Lu 1:50); y si se desvían del proceder justo que han estado siguiendo, no deben intentar encubrirlo, sino confesarlo y arrepentirse con un corazón contrito. (Sl 51:1, 17; Pr 28:13.) Otro factor imprescindible es que ellos mismos deben ser misericordiosos. Jesús dijo: “Felices son los misericordiosos, puesto que a ellos se les mostrará misericordia”. (Mt 5:7.)

### Dones de Misericordia
Los fariseos mostraron una actitud inmisericorde hacia otros, por lo que Jesús los reprendió, diciendo: “Vayan, pues, y aprendan lo que esto significa: ‘Quiero misericordia, y no sacrificio’”. (Mt 9:10-13; 12:1-7; compárese con Os 6:6.) Él colocó la misericordia entre los asuntos de más peso de la Ley. (Mt 23:23.) Como se observa, aunque tal misericordia podía abarcar clemencia judicial, como la que los fariseos pudieran tener la oportunidad de mostrar, tal vez por ser miembros del Sanedrín, su aplicación no se limitaba a ese contexto. Se refería primordialmente a la manifestación activa de piedad o compasión, a obras de misericordia. (Compárese con Dt 15:7-11.)
Esta misericordia se podía expresar por medio de una contribución material. Pero para que Dios la considere de valor, debe haber un buen motivo, no ser simplemente un ‘altruismo interesado’. (Mt 6:1-4.) Las dádivas materiales estaban entre las “dádivas de misericordia [una forma de e·le·ē·mo·sý·nē]” características de Dorcas (Hch 9:36, 39), y probablemente también entre las de Cornelio, dádivas que junto con sus oraciones resultaron en que Dios le oyera favorablemente. (Hch 10:2, 4, 31.) Jesús dijo que el error de los fariseos radicaba en no dar “como dádivas de misericordia las cosas que están dentro”. (Lu 11:41.) Por lo tanto, la verdadera misericordia debe brotar del corazón.
Jesús de Nazaret y sus discípulos se destacaron especialmente por las dádivas espirituales, de mucho más valor que las materiales, que misericordiosamente ofrecieron. (Compárese con Jn 6:35; Hch 3:1-8.) Los miembros de la congregación cristiana, en especial los que actúan en ella como ‘pastores’ (1Pe 5:1, 2), deben cultivar la cualidad de la misericordia y reflejarla, tanto en aspectos materiales como espirituales, “con alegría”, nunca de mala gana. (Ro 12:8.) El que la fe de ciertos miembros de la congregación se debilite puede hacer que enfermen espiritualmente y hasta que expresen dudas. Debido al peligro de muerte espiritual, se exhorta a sus compañeros cristianos a que sean misericordiosos con ellos y los ayuden a evitar un mal fin. Mientras manifiestan su misericordia hacia aquellos cuyas acciones no han sido correctas, deben cuidarse de no caer en la misma tentación, y han de ser conscientes de que no solo deben amar la justicia, sino también odiar el mal. Su trato misericordioso no implica que aprueban el mal. (Jud 22, 23; compárese con 1Jn 5:16, 17) [Obra "Perspicacia para Comprender las Escrituras"]

### Obras de Misericordia
Las obras de misericordia son acciones caritativas mediante las cuales ayudamos a nuestro prójimo en sus necesidades corporales y espirituales (cf. Is 58, 6-7; Hb 13, 3). Instruir, aconsejar, consolar, confortar, son obras espirituales de misericordia, como también lo son perdonar y sufrir con paciencia. Las obras de misericordia corporales consisten especialmente en dar de comer al hambriento, dar techo a quien no lo tiene, vestir al desnudo, visitar a los enfermos y a los presos, enterrar a los muertos (cf Mt 25,31-46). Entre estas obras, la limosna hecha a los pobres (cf Tb 4, 5-11; Si 17, 22) es uno de los principales testimonios de la caridad fraterna; es también una práctica de justicia que agrada a Dios (cf Mt 6, 2-4):

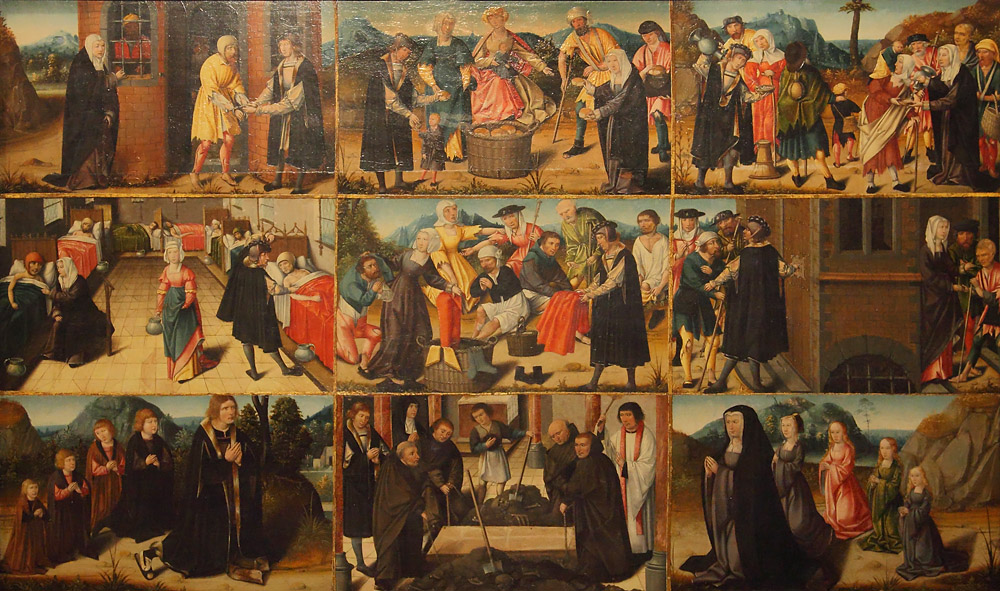
Las obras de misericordia, del Maestro de la fuente de la vida.

«El que tenga dos túnicas que las reparta con el que no tiene; el que tenga para comer que haga lo mismo» (Lc 3, 11). «Dad más bien en limosna lo que tenéis, y así todas las cosas serán puras para vosotros» (Lc 11, 41). «Si un hermano o una hermana están desnudos y carecen del sustento diario, y alguno de vosotros les dice: “Id en paz, calentaos o hartaos”, pero no les dais lo necesario para el cuerpo, ¿de qué sirve?» (St 2, 15-16; cf Jn 3, 17).
Catecismo de la Iglesia católica, 2447

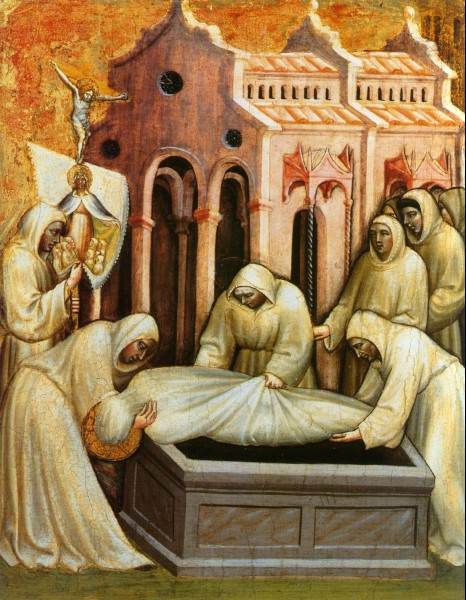
Enterrar a los muertos, de la serie Las obras de misericordia, de Olivuccio di Ciccarello.
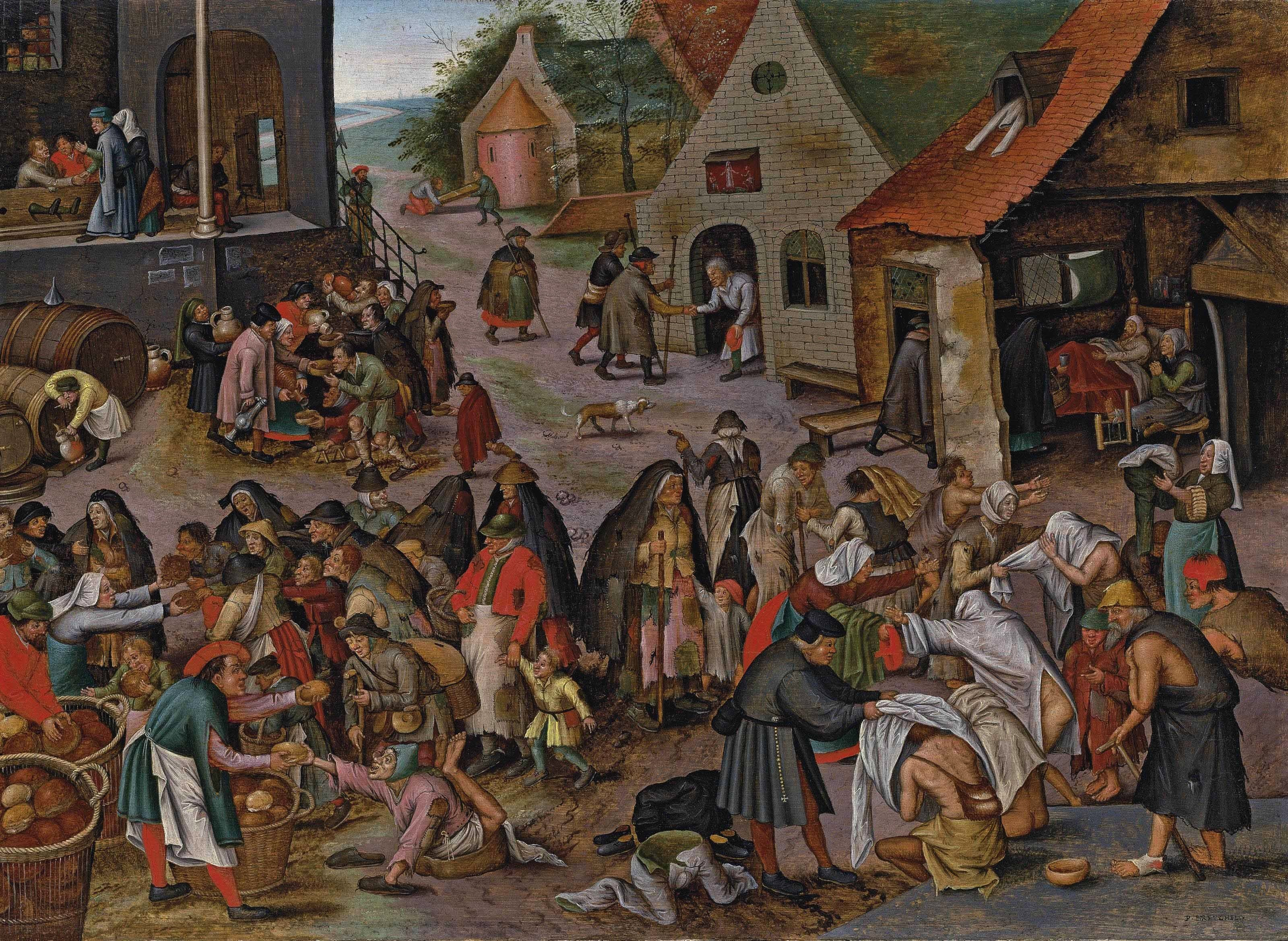
Las obras de misericordia, de Pieter Brueghel el Joven.
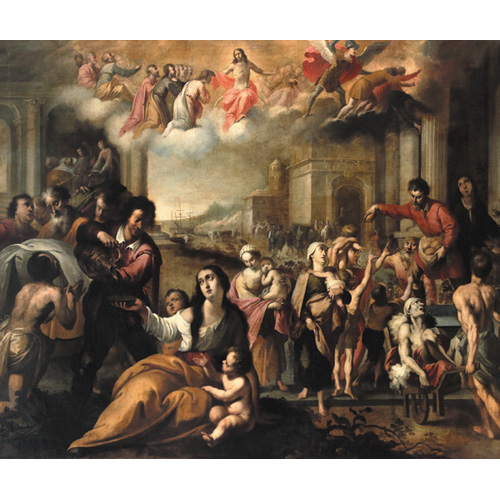
Las obras de misericordia, de Cornelis Schut.
Siete obras de misericordia, de Caravaggio.

Las 14 obras de misericordia que recomienda la Iglesia católica se dividen en siete espirituales y siete corporales y estas son:

#### Obras de misericordia espirituales (7)
- Enseñar al que no sabe.
- Corregir al que se equivoca.
- Dar buen consejo al que lo necesita.
- Perdonar las injurias.
- Consolar al triste.
- Sufrir con paciencia los defectos del prójimo.
- Orar por los vivos y los muertos

#### Obras de misericordia corporales (7)
- Visitar y cuidar a los enfermos.
- Dar de comer al hambriento.
- Dar de beber al sediento.
- Dar hospedaje al peregrino.
- Vestir al desnudo
- Redimir al cautivo
- Enterrar a los muertos.